# Metatemnus philippinus
Metatemnus philippinus är en spindeldjursart som beskrevs av Beier 1932. Metatemnus philippinus ingår i släktet Metatemnus och familjen Atemnidae. Inga underarter finns listade i Catalogue of Life.